# Lassbyn
Lassbyn är en by tillhörande Bodens kommun, Norrbottens län. Lassbyn ligger vid Degerselets strand cirka 35 kilometer uppströms Råneälven inte långt från Lassbyforsen.